# 파미셀
파미셀(Pharmicell)은 대한민국의 바이오 제약기업이다.

## 사업
사업부문은 바이오와 케미컬로 구분되어 있다. 바이오 사업부문에서는 난치성 질환 정복과 인류건강 증진을 위한 줄기세포치료제 개발 및 판매사업, 건강할 때 자신의 줄기세포를 보관하여 질병발생에 대비하기 위한 줄기세포 보관사업, 줄기세포 실용화 기술의 전수 및 솔루션을 제공하는 바이오 기반구축사업, 줄기세포 과학기술을 이용한 화장품 개발사업에 주력하고 있다. 케미컬 사업부문에서는 세계적인 제약회사들의 차세대 신약개발에 필요한 원료의약중간체(Nucleoside, mPEGs 등)를 개발 및 생산한다. 또한 5G용 네트워크 보드 및 기지국안테나, 모바일 등 고가의 네트워크 장비에 필요한 저유전율수지 생산, 모바일 및 가전 제품 등 인쇄회로기판(PCB)에 사용되는 반응형/첨가형 난연제 생산 등 다각화된 사업을 영위하고 있다.

## 실적
2018년 영업이익 흑자전환과 2019년 당기순이익 흑자전환에 성공했다.
2023년 3분기 누적 매출액 430억원, 누적 영업이익 14억원, 당기순익 23억원을 기록했다.
바이오케미컬사업부의 3분기 누적 매출액은 420억원을 기록했다. 이 중 단백질 신약의 전달체로써 약물전달기술에 사용되는 mPEG 매출액은 65억원으로, 전년 대비 73% 증가해 가장 큰 상승폭을 기록한 것으로 나타났다.
첨단소재 분야의 3분기 누적 매출액이 236억원으로 전년 대비 10% 성장했다.

## 사업
줄기세포 관련 대표 제품으로는 세계 최초 줄기세포치료제인 하티셀그램-에이엠아이(HearticellgramⓇ-AMI)가 있다.

### 바이오 사업부문
- 줄기세포 치료제 'CellgramⓇ'

파미셀은 식품의약품안전처로부터 품목허가를 받은 줄기세포치료제를 보유하고 있으며 제품명은 ‘하티셀그램-에이엠아이(HearticellgramⓇ-AMI)’다. 하티셀그램-에이엠아이는 세계 최초(2011년 7월)로 시판이 허가된 심근경색 줄기세포치료제이다. 자가골수유래 중간엽줄기세포를 이용, 제조하며 흉통 발현 후 72시간 이내 관상동맥성형술을 시행하면 재관류된 급성심근경색 환자에서의 좌심실구혈률 개선에 효능 및 효과가 있다.
현재 개발 중인 줄기세포치료제 제품은 Cellgram-LC(간질환 치료제), Cellgram-ED(발기부전 치료제), Cellgram-DC(암질환 치료제)등이 있다.
- 줄기세포 은행 '투웰브'

성체줄기세포 보관사업을 하고 있다. 투웰브는 파미셀의 줄기세포은행 브랜드 네임이다.
- 줄기세포 배양액 화장품 '바이 파미셀 랩’

줄기세포 배양액 추출물이 함유된 화장품을 개발해 판매하고 있다.
- 세포 배양배지 'Half-Serum™ DMEM'

세포 배양에 필수요소인 FBS을 절반만 넣어도 세포의 성장과 기능이 유지되도록 파미셀에서 독자적으로 연구개발한 세포배양배지이며  FBS 사용량을 50% 감소시키면서도 기존과 동일한 배양 효과를 발휘하는 특징을 가지고 있다.

### 케미컬 사업부문
- Nucleosides, mPEG

뉴클레오시드(Nucleoside), 엠피이지(mPEG) 등 원료의약품을 생산한다. 특히 파미셀은 뉴클레오시드 세계 시장의 80% 이상을 점유하고 있다. 최근 글로벌 제약회사들의 뉴클레오시드 기반 신약 연구 성과가 결실을 맺고 있기 때문에 추가적인 수요 급증에 따른 매출 증가가 예상되는 상황이다. 이처럼 급증하는 원료의약품 중간체 수주량에 대응하기 위해 파미셀은 2018년 7월 울산 온산공단 내 연간 약 500억원 생산 규모의 공장을 신설했다.
- 정밀화학

저유전율수지와 난연제 등도 생산한다. 저유전율수지는 5G용 네트워크 보드 및 기지국안테나, 모바일 등 고가의 네트워크 장비에 활용되기 때문에, 5G 보급의 확대로 수요가 빠르게 성장하고 있다.

## 연혁
파미셀은 1988년 5월 유가증권시장에 상장된 후 몇차례의 M&A를 통해 성장해왔다. 2009년 8월 ㈜로이에서 ㈜에프씨비투웰브로 사명을 변경했으며 2011년 줄기세포치료제 연구개발 사업체인 자회사 에프씨비파미셀㈜와 합병해 현재의 상호로 변경했다. 2012년 8월 ‘유타-인하 DDS(Drug Delivery System)’와 MOU를 체결했으며, 유타대 김성완 석좌교수가 주축이 되어 공동 연구개발해왔다. 그 후 2012년 11월에 인수한 원료의약품 전문기업 아이디비켐㈜를 2013년 3월 흡수합병해 신규 사업부문(바이오-케미컬)을 신설했다.

## 연표
- 1968년 회사 설립
- 1988년 유가증권시장 상장
- 2002년 기업부설연구소 설립 및 인증 (한국산업기술진흥협회)
- 2003년 고분자 화합물을 이용한 치아골 재생용 줄기세포치료제 개발
- 2004년 서울아산병원 내 줄기세포치료센터 설립
- 2005년 보건복지부 보건산업기술대전 연구부문 대상 수상
- 2006년 급성심근경색증 환자에서 중간엽줄기세포를 이용한 세포이식치료 상업화 임상 KFDA 승인
- 2007년 지식경제부 '차세대 세계일류상품 생산기업’ 선정
- 2007년 만성척수손상 환자에서 자가유래 골수기질 이식치료 상업화 임상 KFDA 승인
- 2009년 본사이전(충남 아산->서울시 강남구 논현동)
- 2009년 줄기세포배양액화장품사업 개시
- 2010년 성남 GMP 공장 완공
- 2011년 줄기세포치료제 Hearticellgram 품목허가 KFDA 승인
- 2011년 ㈜FCB 투웰브와 FCB파미셀㈜의 합병으로 파미셀㈜ 출범
- 2011년 보건복지부 제5회 대한민국 보건산업대상 산업발전부문 대상 수상[9]
- 2012년 아이디비켐㈜ 인수
- 2012년 줄기세포를 이용한 알코올성 간경변치료제(Cellgram-Liver) 상업화 임상(IND-II상)  KFDA 승인
- 2014년 중증하지허혈 줄기세포치료제 식약처 임상 승인
- 2014년 중소기업청 ‘수출유망중소기업’ 선정
- 2014년 줄기세포를 이용한 발기부전 치료제(Cellgram-ED) 상업화 임상(IND-I상) MFDS(KFDA) 승인
- 2016년 보건복지부 '혁신형제약기업' 선정
- 2016년 한국산업단지공단 '글로벌선도기업' 선정
- 2016년 '2016 벤처 활성화 유공 포상' 산업통상자원부장관상 수상
- 2016년 김현수 대표, 줄기세포전문 의료기관 '김현수클리닉' 설립
- 2017년 줄기세포를 이용한 알코올성 간경변치료제(Cellgram-Liver) 임상1상 미국 FDA 승인
- 2017년 줄기세포를 이용한 알코올성 간경변치료제(Cellgram-Liver) 국내 조건부품목허가 신청
- 2017년 '2017 보건의료기술진흥 유공자’ 보건복지부장관상 수상
- 2018년 바이오케미칼사업부 울산 신공장 준공
- 2019년 보건복지부 '혁신형제약기업' 재인증
- 2019년 ‘차세대 수지상세포’ 특허 취득
- 2020년 줄기세포를 이용한 발기부전 치료제(Cellgram-ED) 상업화임상(IND-II상) 승인 (KFDA)
- 2021년 동종줄기세포를 이용한 만성신장질환치료제(Cellgram-CKD) 임상 1상 승인(KFDA)
- 2022년 울산 제2바이오화학공장 준공 (뉴클레오사이드 전용)

## 참고 문헌
1. ↑  “파미셀, ‘차세대 수지상세포’ 특허 취득”. 매일경제. 2019년 12월 2일.
2. ↑  “파미셀, 줄기세포·발기부전치료제 개발 내년 상반기 '분수령'”. 데일리한국. 2019년 11월 27일.
3. ↑  “파미셀, 줄기세포 보관사업 본격화”. 이데일리. 2011년 11월 23일.[깨진 링크(과거 내용 찾기)]
4. ↑  “파미셀, 줄기세포 기술적용 화장품 中수출 `박차`”. 매일경제. 2012년 4월 23일.[깨진 링크(과거 내용 찾기)]
5. ↑  “파미셀, 대체재 없는 뉴클레오시드…최대매출 기대”. 더벨. 2019년 11월 14일.
6. ↑  “파미셀, 원료의약품 속도낸다…울산 신공장 준공식”. 매일경제. 2018년 7월 2일.
7. ↑  “파미셀, 유타-인하DDS와 MOU 체결”. 아주경제. 2012년 8월 29일.
8. ↑  “파미셀, 바이오소재전문업체 아이디비켐 지분 100% 인수”. 헤럴드경제. 2012년 11월 9일.
9. ↑  “FCB투웰브, 줄기세포치료제로 복지부장관상 수상”. 매일경제. 2011년 8월 26일.[깨진 링크(과거 내용 찾기)]